# Ocotea badia
Ocotea badia är en lagerväxtart som beskrevs av Van der Werff. Ocotea badia ingår i släktet Ocotea och familjen lagerväxter. Inga underarter finns listade i Catalogue of Life.